# 蛭川久康
蛭川 久康（ひるかわ ひさやす、1931年9月30日 - ）は、日本の英文学者、翻訳家。武蔵大学名誉教授。

## 略歴
東京府豊多摩郡戸塚町（現・東京都新宿区高田馬場）生まれ。
1954年東京大学教養学部イギリス分科卒業。中学、高校教諭をへて、1965年玉川大学教養部専任講師、1966年助教授、1969年武蔵大学助教授、1973年教授、1997年定年となり特任教授。
現代英国小説、特にアイリス・マードックの研究で知られる。ほかに英国文化史が専門。

## 著書
- 『マードック 幻想の不毛から愛の豊饒へ』（冬樹社、英米文学作家論叢書） 1979
- 『バースの肖像 イギリス18世紀社交風俗事情』（研究社出版） 1990
- 『トマス・クックの肖像 社会改良と近代ツーリズムの父』（丸善ブックス） 1998
- 『スランゴスレン村の貴婦人 隠棲する女同士の風景』（国書刊行会） 2002
- 『評伝 ウィリアム・モリス』（平凡社） 2016

### 共編著
- 『テムズの流れに沿って 写真集イギリスの歴史と文学2』（井上宗和共著、大修館書店） 1979
- 『アイルランドの歴史と文学 写真集』（桜庭信之共編著、大修館書店） 1986
- 『ロンドン事典』（桜庭信之, 定松正, 松村昌家, ポール・スノードン共編著、大修館書店） 2002
- 『風土記イギリス 自然と文化の諸相』（定松正共編著、江藤秀一, 佐久間康夫, 中林正身, 米山明日香共著、新人物往来社） 2009

## 翻訳
- 『ホーガス ヨーロッパ美術に占める位置』（フレデリック・アンタル、中森義宗共訳 英潮社） 1975
- 『ジェイン・オースティン』（英潮社出版、講座・イギリス文学作品論） 1977
- 『世界のおもちゃ大図鑑』（デイヴィッド・プレスランド、角川書店） 1980
- 『森と私とフクロウたち』（クレア・ローム、大修館書店） 1981
- 『英国美術の英国性 絵画と建築にみる文化の特質』（ニコラウス・ペヴスナー、友部直共訳、岩崎美術社） 1981
- 『海よ、海』（アイリス・マードック、集英社） 1982
- 『本をめぐる輪舞の果てに』（アイリス・マードック、みすず書房） 1992
- 『ラファエル前派の女たち』（ジャン・マーシュ、平凡社） 1997
- 『オットリン・モレル破天荒な生涯 ある英国貴婦人の肖像』（ミランダ・シーモア、彩流社） 2012
- 『英国美術の英国らしさ 芸術地理学の試み』（ニコラウス・ペヴスナー、研究社） 2014